# Ветлужская улица (Москва)
Ветлу́жская у́лица — улица, расположенная в Восточном административном округе города Москвы на территории района Косино-Ухтомский.

## Направление
Улица берёт начало у основания Оранжерейной улицы и дальше идёт на север до дома 15, куда есть вход с Большой Косинской улицы.

## История
Прежнее название Огородная улица с 1965 года. 6 февраля 1986 года утверждено новое название Ветлужская — в честь реки Ветлуги.

## Географическое расположение
Ветлужская улица находится в Косино-Ухтомском районе, Восточном административном округе. На западе находится озеро Белое и улица Большая Косинская. На юге озеро Святое и Оранжерейная улица. На северо-востоке Салтыковская улица.

## Транспорт
По самой улице общественный транспорт не ходит. Однако у улицы Большая Косинская есть остановка «Большая Косинская улица, 74 — Детский морской клуб» и достаточно добраться до Ветлужской улицы за 3 минуты. Также на Салтыковской улице есть остановка «Ветлужская улица (по требованию)».

## Объекты
В доме 4А находится Государственное бюджетное образовательное учреждение города Москвы детский сад общеразвивающего вида № 106.